# Дебели ’лад
„Дебели 'лад” је југословенски ТВ филм из 1978. године. Режирао га је Јоаким Марушић а сценарио је написао Доминик Зен.

## Улоге
| Глумац             | Улога |
| ------------------ | ----- |
| Рајко Бундало      |       |
| Адем Чејван        |       |
| Мато Ерговић       |       |
| Власта Кнезовић    |       |
| Угљеша Којадиновић |       |
| Јован Личина       |       |
| Оливера Марковић   |       |
| Јадранка Матковић  |       |
| Ружица Сокић       |       |